# Okres Szczytno
Okres Szczytno (polsky Powiat szczycieński) je okres v polském Varmijsko-mazurském vojvodství. Rozlohu má 1933,1 km² a v roce 2019 zde žilo 69 511 obyvatel. Sídlem správy okresu je město Szczytno.

## Gminy
Městská:
- Szczytno

Městsko-vesnická:
- Pasym
- Wielbark

Vesnické:
- Dźwierzuty
- Jedwabno
- Rozogi
- Szczytno
- Świętajno

## Města
- Szczytno
- Pasym
- Wielbark

## Sousední okresy
| Růžice kompasu | Olsztyn |                | Mrągowo   | Růžice kompasu |
| Růžice kompasu | Nidzica | Sever          | Pisz      | Růžice kompasu |
| Růžice kompasu | Nidzica | Okres Szczytno | Pisz      | Růžice kompasu |
| Růžice kompasu | Nidzica | Jih            | Pisz      | Růžice kompasu |
| Růžice kompasu |         | Przasnysz      | Ostrołęka | Růžice kompasu |